# Baugy (Cher)
Baugy é uma comuna francesa na região administrativa do Centro, no departamento Cher. Estende-se por uma área de 22,73 km². Em 2010 a comuna tinha 1 748 habitantes (densidade: 76,9 hab./km²).